# Región Autónoma de la Costa Caribe Norte

Regionens läge i Nicaragua.

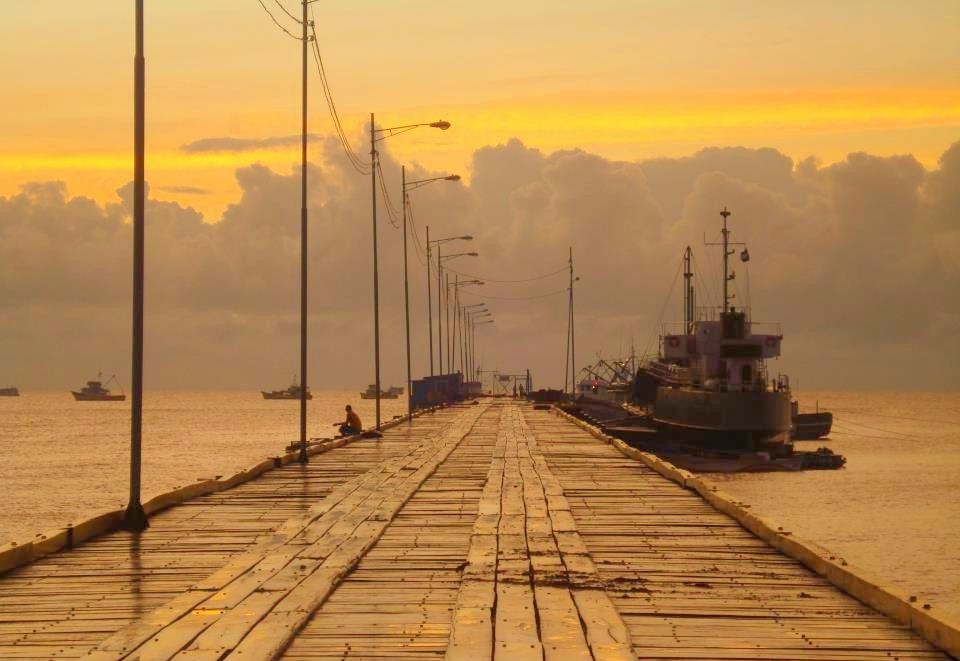
Hamnen i Bilwi

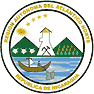
Regionens emblem.

Región Autónoma de la Costa Caribe Norte (RACCN, Norra Karribienkutens autonoma region), är en av Nicaraguas två autonoma regioner (regiones autónomas). Den hette tidigare Región Autónoma del Atlántico Norte (RAAN).

## Geografi
Costa Caribe Norte har en yta på cirka 33 106 km² med cirka 314 000 invånare. Befolkningstätheten är 10 invånare/km². Huvudorten är Bilwi med cirka 33 600 invånare.
Costa Caribe Norte består av åtta kommuner (municipios):
- Bonanza, yta 1 898 km², cirka 18 600 invånare, huvudort Bonanzas

- Mulukukú, yta 1 904 km², cirka 29 800 invånare, huvudort Mulukukú

- Prinzapolka, yta 7 020 km², cirka 16 100 invånare, huvudort Alamikamba

- Puerto Cabezas, yta 5 985 km², cirka 66 100 invånare, huvudort Bilwi

- Rosita, yta 2 205 km², cirka 22 700 invånare, huvudort Rosita

- Siuna, yta 3 421 km², cirka 65 100 invånare, huvudort Siuna

- Waslala, yta 1 329 km², cirka 49 400 invånare, huvudort Waslala

- Waspán, yta 9 342 km², cirka 47 200 invånare, huvudort Waspán

## Historia
Regionen inrättades 1988 när departementet Zelaya delades i en nordlig och en sydlig del.  

## Bilder
|  |  |
|  |  |
|  |  |
|  |  |
|  |  |